# 2006年の映画/6月
- 3日
  - ステイ（ アメリカ合衆国）
  - トランスポーター2（ アメリカ合衆国）
  - ブギーマン（ アメリカ合衆国）
  - ポセイドン（ アメリカ合衆国）
  - ママが泣いた日（ アメリカ合衆国）
  - 13歳の夏に僕は生まれた（ イタリア）
  - 佐賀のがばいばあちゃん（ 日本）
  - バッシング（ 日本）
  - 花よりもなほ（ 日本）
- 6日
  - オーメン（ アメリカ合衆国）
- 10日
  - インサイド・マン（ アメリカ合衆国）
  - さよなら、僕らの夏（ アメリカ合衆国）
  - プルートで朝食を（ イギリス）
  - 親密すぎる打ち明け話（ フランス）
  - 春の日のクマは好きですか?（ 韓国）
  - トリック劇場版2（ 日本）
  - 猫目小僧（ 日本）
  - 初恋（ 日本）
  - 風雲児〜長者番付に挑んだ男〜（ 日本）
  - やわらかい生活（ 日本）
- 17日
  - カサノバ（ アメリカ合衆国）
  - ゲット・リッチ・オア・ダイ・トライン（ アメリカ合衆国）
  - キングス&クイーン（ フランス）
  - 母たちの村（ フランス・セネガル）
  - ジャスミンの花開く（ 中国）
  - タイヨウのうた（ 日本）
  - デスノート（ 日本）
  - バルトの楽園（ 日本）
  - 不撓不屈（ 日本）
- 24日
  - ウルトラヴァイオレット（ アメリカ合衆国）
  - 恋は足手まとい（ フランス）
  - ホワイト・プラネット（ フランス・ カナダ）
  - ブラックナイト（ 香港・ 日本・ タイ）
  - 着信アリ Final（ 日本）
  - 恋するブラジャー大作戦（仮）（ 香港）